# Возвращение мистера Рипли
«Возвращение мистера Рипли» (англ. Ripley Under Ground) — американо-немецкий детективный триллер Роджера Споттисвуда 2005 года, снятый по роману Патриции Хайсмит, второму в серии о похождениях афериста Тома Рипли.

## Сюжет
Действие фильма разворачивается в Европе, где повзрослевший Том Рипли обустраивает свою жизнь. Он и его друзья, Бернард и Синтия, прекрасно проводят время вместе. Однако неожиданная трагедия нарушает привычный ход их жизни. Местный знакомый Синтии и по совместительству достаточно талантливый молодой художник, погибает в автокатастрофе. Рипли быстро смекает, какую выгоду можно получить, распродав картины молодого мастера. Чтобы не поднимать лишнего шума, факт смерти художника тщательно скрывается. Торговля произведениями искусства идет бойко, однако картины вскоре заканчиваются. Тогда они с Синтией уговаривают Бернарда взяться за кисть и начать творить от имени погибшего художника. Тугой клубок обмана и наживы сплетается все сильнее и одним покойником уже не отделаться…

## В ролях
| Актёр            | Роль           |
| ---------------- | -------------- |
| Барри Пеппер     | Том Рипли      |
| Уиллем Дефо      | Нил Марчисон   |
| Алан Камминг     | Джефф Констант |
| Том Уилкинсон    | Джон Уэбстер   |
| Джасинда Барретт | Элуиза         |
| Клэр Форлани     | Синтия         |